# Friedrich Wilhelm Rust

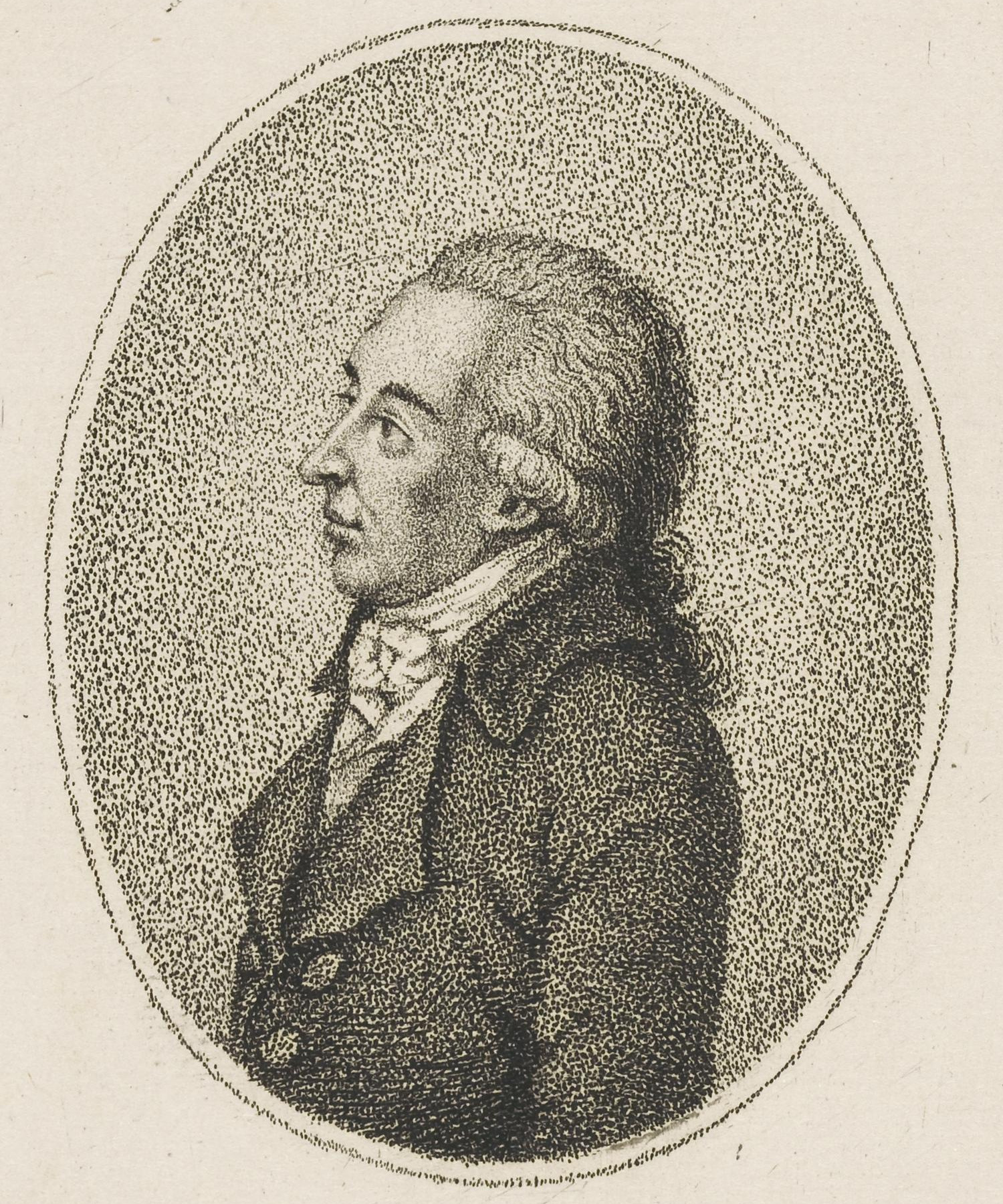
Friedrich Wilhelm Rust

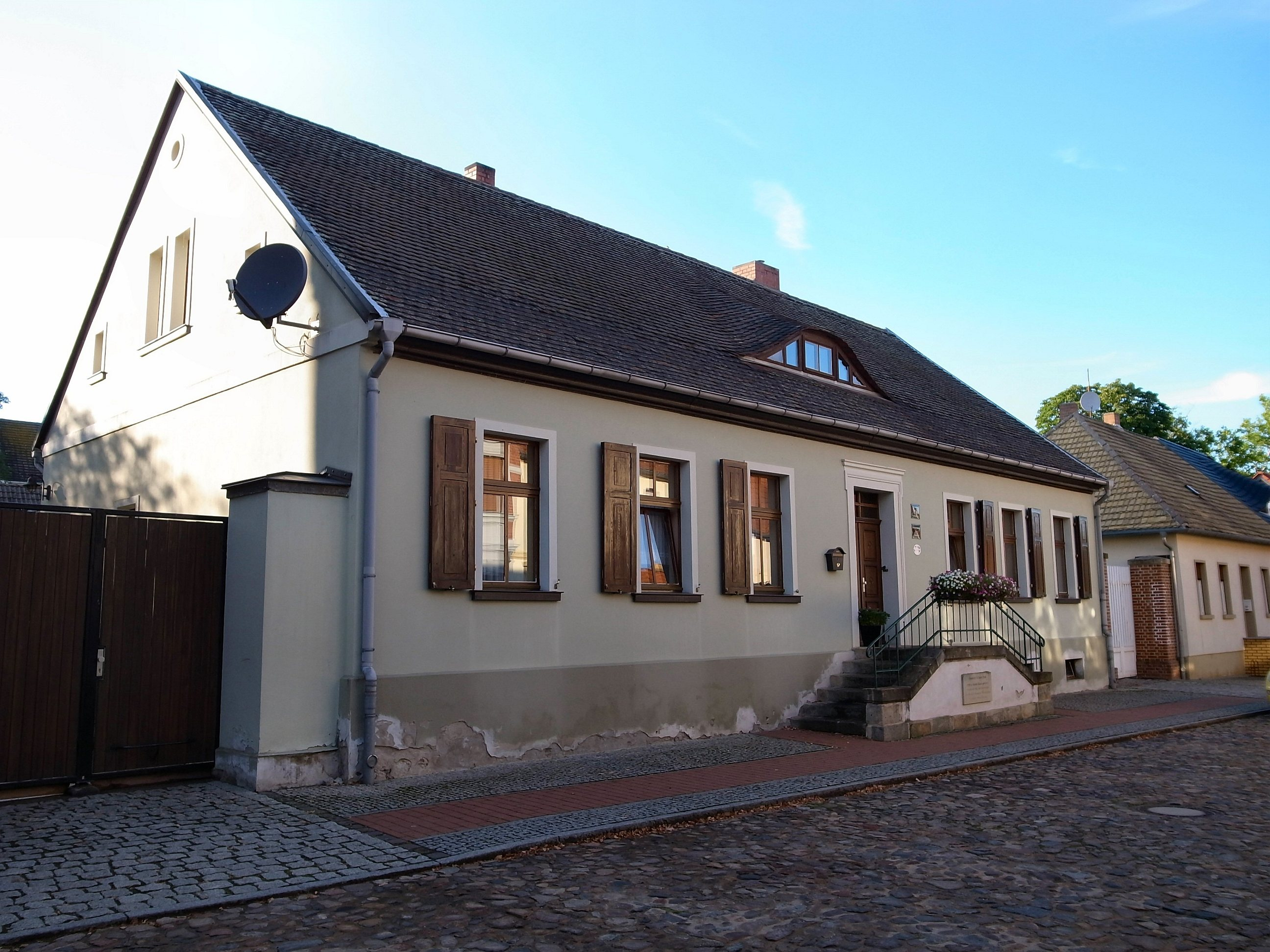
Geburtshaus in Wörlitz

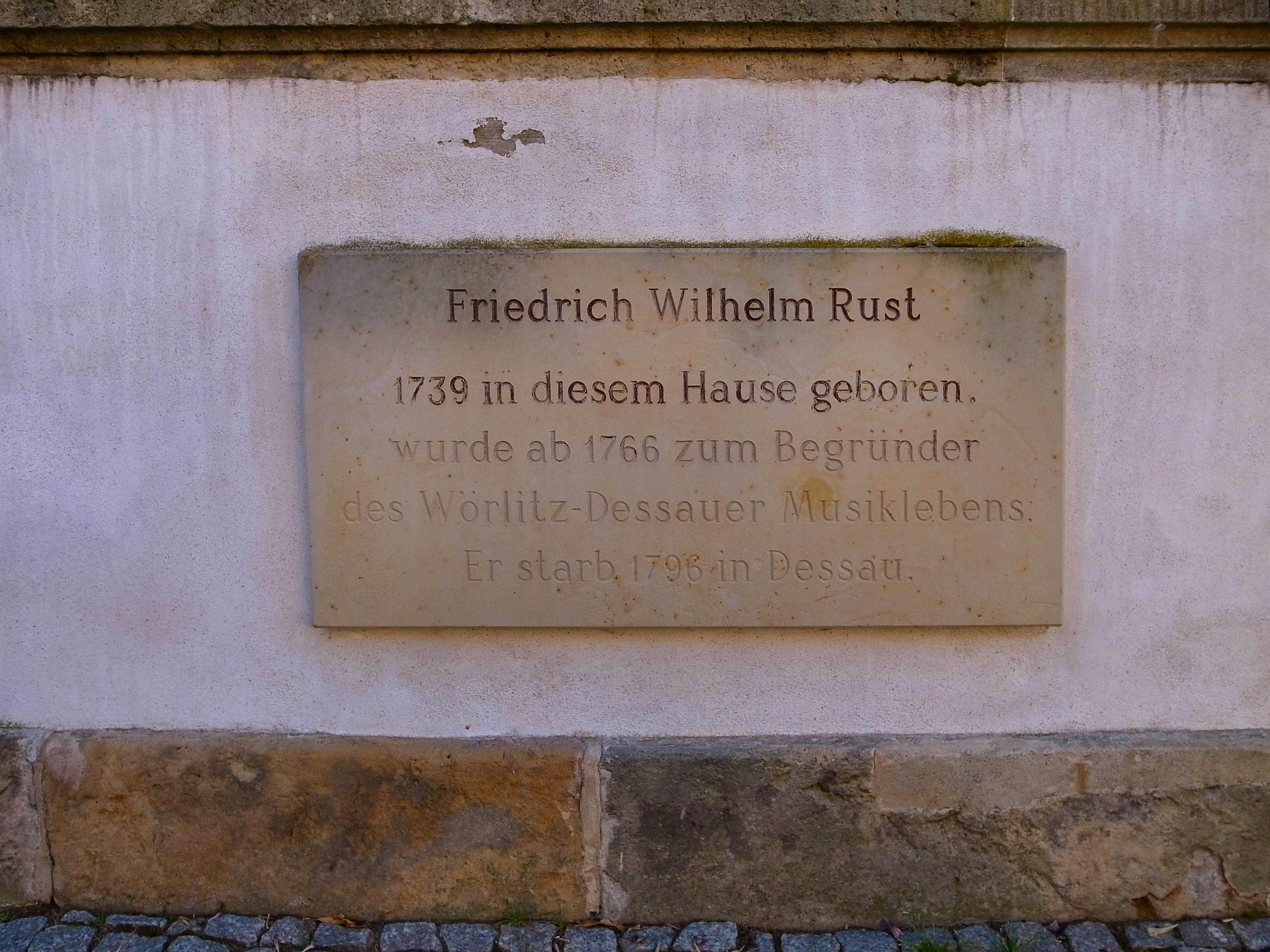
Gedenktafel am Geburtshaus

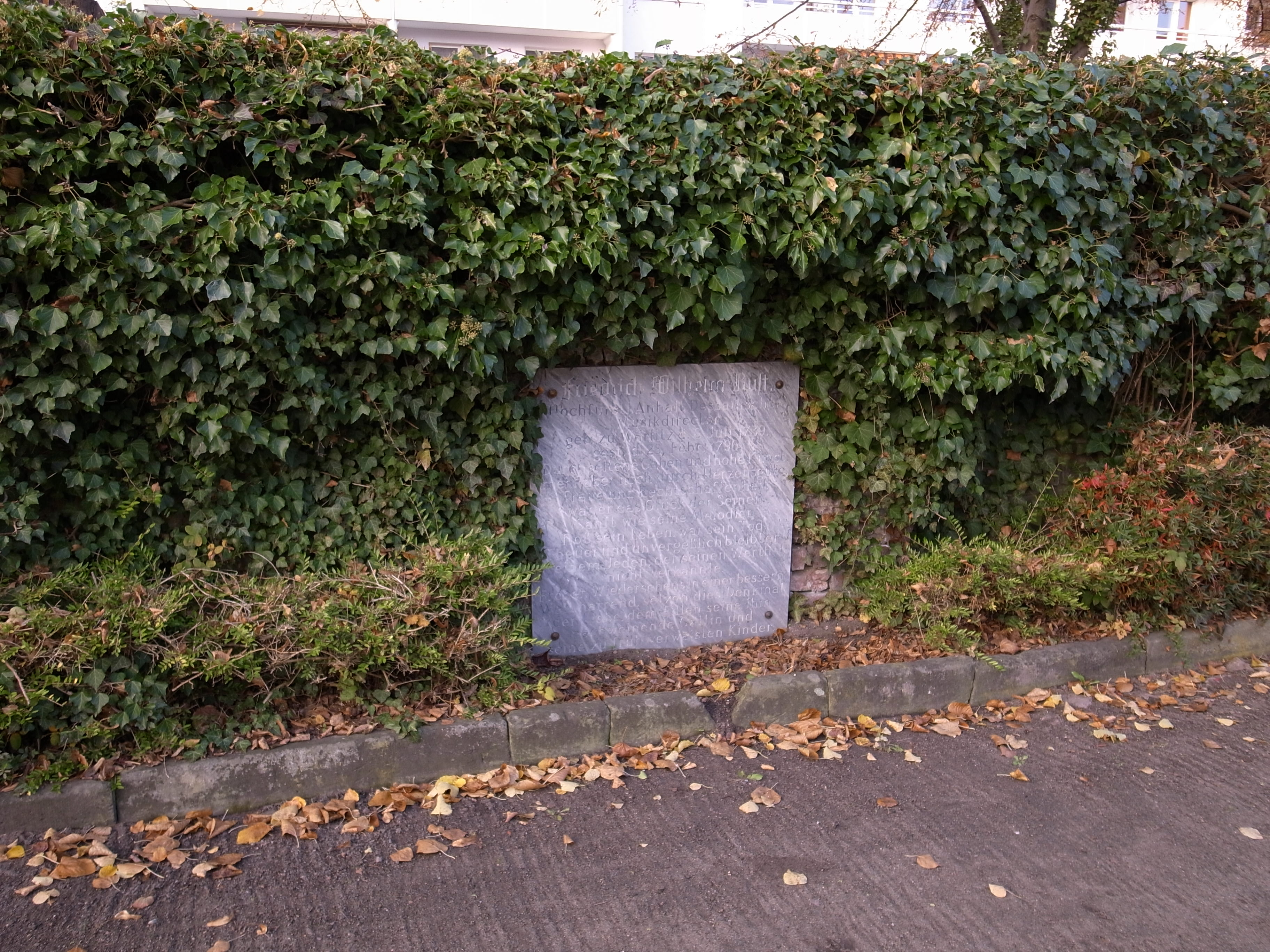
Ruhestätte auf dem neuen Begräbnisplatz in Dessau

Friedrich Wilhelm Rust (* 6. Juli 1739 in Wörlitz/Dessau; † 28. Februar 1796 in Dessau) war ein deutscher Geiger und Komponist. Er war der Vater des Pianisten und Organisten Wilhelm Karl Rust und der Großvater des Thomaskantors, Komponisten und Bachwissenschaftlers Wilhelm Rust.

## Leben
Friedrich Wilhelm Rust wurde in der Amtsgasse 38 in Wörlitz geboren. Er erhielt schon in frühester Jugend eine gründliche musikalische Ausbildung, die anfangs sein Vater, ein fürstlicher Kammerrat und Amtmann, und nach dessen Tod im Jahre 1751 Friedrichs ältester Bruder Johann Ludwig Anton übernahm.
Rust besuchte bis 1758 das lutherische Gymnasium in Köthen und studierte Rechtswissenschaft in Halle (Saale), wo er von Wilhelm Friedemann Bach in Komposition, Orgel- und Klavierspiel unterrichtet wurde. Ab 1762 nahm er Musikunterricht bei Karl Hoeckh (1707–1773) in Zerbst sowie bei Carl Philipp Emanuel Bach und Franz Benda in Berlin. 1767 begleitete er den Fürsten Leopold Friedrich Franz von Anhalt-Dessau auf einer Italienreise, wo er seine Ausbildung bei Giuseppe Tartini und Gaetano Pugnani vervollkommnete.
Ab 1766 wirkte er wieder in Dessau, unter anderem als Pädagoge. Ab 1775 war er als Nachfolger von Johann Friedrich Fasch Hofmusikdirektor und Leiter des Theaters in Dessau. Goethe, der sich 1776 in Wörlitz aufhielt, war von ihm so beeindruckt, dass er einen Großteil seiner Werke von ihm vertont haben wollte.
In seiner Musikausbildung kam Rust schon in jungen Jahren mit dem Werk Johann Sebastian Bachs in Berührung. So spielte er nach seinen eigenen Angaben aus dem Wohltemperierten Klavier „die ersten 24 Präludien und Fugen aus allen Tönen vom alten Sebastian Bach vom Anfang bis zum Ende auswendig.“ Seine große Sammlung von Werken Bachs, die sich aus eigenhändigen Abschriften, Abschriften anderer Zeitgenossen sowie aus Drucken zusammensetzte, umfasste über 90 Einzelwerke, hauptsächlich für Tasteninstrumente (u. a. Sechs Triosonaten für Orgel, Vier Duette aus der Clavierübung, Wohltemperiertes Klavier 1. Teil). Nach Rusts Tod blieb die Sammlung zunächst im Familienbesitz, ging nach dem Tod seines Enkels Wilhelm Rust auf verschiedene „Zwischenbesitzer“ über und befindet sich heute teilweise im Johann-Sebastian-Bach-Institut in Göttingen.

## Werk
Neben Gelegenheitswerken komponierte Rust Kantaten (Herr Gott wir loben dich, Allgnädiger, in allen Höhen), Oden und Lieder (u. a. Wanderers Nachtlied nach Goethe) im empfindsamen Stil sowie musikalische Beiträge zum Duo- und Monodrama, so Inkle und Jaryko (Berlin 1777), Fingal in Lochlie, Inamorulla (nach Ossian) und Colma (sämtlich Dessau 1782); ferner das Schäferspiel Korylas und Lalage (um 1786). Seine technisch anspruchsvollen Violin- und Klavierwerke (u. a. sechs Sonaten) sind bereits der Klassik zuzuordnen.
Rust schrieb vor allem Werke für Violine und Klavier (Sonaten, Konzerte, Fantasien), wandte sich aber insbesondere in den letzten zwölf Lebensjahren verstärkt auch der Kirchenmusik zu.
- Sonata a Violoncello solo con Basso (ca. 1775)
- Sonat G-Dur (Erstdruck 2006)
- Serenaden-Quartett C-Dur
- Violinsonate C-Dur
- 2 Partiten für Violine solo
- mehrere Werke mit Viola d’amore

## Ausgaben
- Zweite Sonate [B-Dur] für Violine solo von F.[riedrich] W.[ilhelm] Rust herausgegeben von Edm.[und] Singer. Leipzig. C. F. Peters 1873; in der Edition Peters Nr. 1472, zahlreiche Auflagen bis heute.